# 扬·范帕拉代斯
约翰内斯·A·范帕拉代斯（荷蘭語：Johannes A. van Paradijs，1946年6月9日—1999年11月2日），男，荷兰高能天体物理学家。因首次发现了伽玛射线暴的光学余辉（GRB 970228）并证认了伽马射线暴的河外起源而知名。

## 家庭
妻子赫里萨·库韦利奥图也是天体物理学家。

## 纪念
小行星 9259 扬范帕拉代斯以他的名字命名。